# Kingston and Arthurs Vale Historic Area

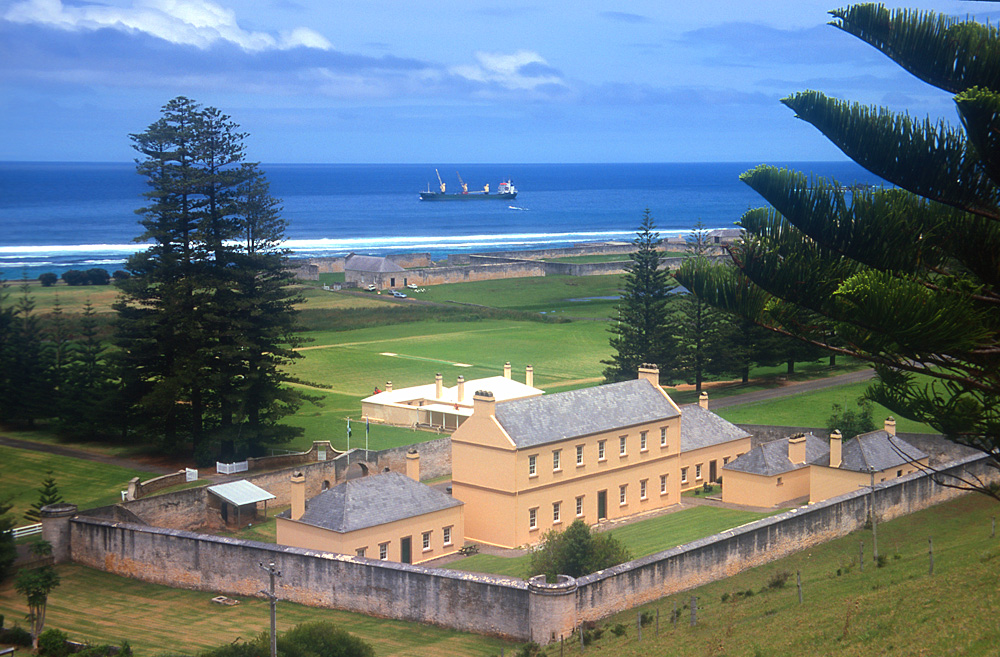
Kingston and Arthurs Vale Historic Area

Das Kingston and Arthurs Vale Historic Area (KAVHA), das sich auf etwa 250 Hektar Land der pazifischen Norfolkinsel befindet, stellt eine bedeutende historisch erhaltene Sträflingssiedlung aus der Zeit dar, als Australien noch britische Sträflingskolonie war. Das Gebiet ist in der Australian National Heritage List und in der Liste des UNESCO-Weltkulturerbes als eine von elf Australian Convict Sites eingetragen.
Auf dem Gelände des KAVHA befinden sich Bauten, die die Lebensverhältnisse der britischen Sträflinge in der Zeit von 1788 bis 1855 widerspiegeln, sowie historische Spuren einer frühen polynesischen Besiedlung. Heute werden das Gelände und die Bauwerke des KAVHA sowohl von der Regierung und Administration der Insel genutzt als auch von Erholungssuchenden aufgesucht.
Das denkmalgeschützte Areal befindet sich nahe der Siedlung Kingston, der offiziellen Hauptstadt der Norfolkinsel, an den kleinen Buchten Emily Bay und Slaughter Bay, die Teile der größeren Sydney Bay sind.

## Polynesische Besiedlung
Eine Reihe archäologischer Untersuchungen auf dem Friedhof und an der Emily Bay in jüngerer Zeit erbrachte Erkenntnisse über eine frühe polynesische Besiedlung. In den Dünen der Emily Bay wurden Spuren eines ostpolynesischen Dorfes aus der Zeit des 12. bis 15. Jahrhunderts gefunden, die die vermutlich ersten Siedler der Norfolkinsel hinterließen. Sie bauten aus dem lokalen Basalt Häuser und Öfen, wo sie gefangene Fische, Schildkröten und Vögel brieten. Es wurden Artefakte aus Obsidian gefunden, die von den etwa 1300 Kilometer östlich gelegenen Kermadecinseln stammen. Warum diese Bewohner die Insel verlassen haben, ist nicht bekannt.

## Sträflingsbesiedlung

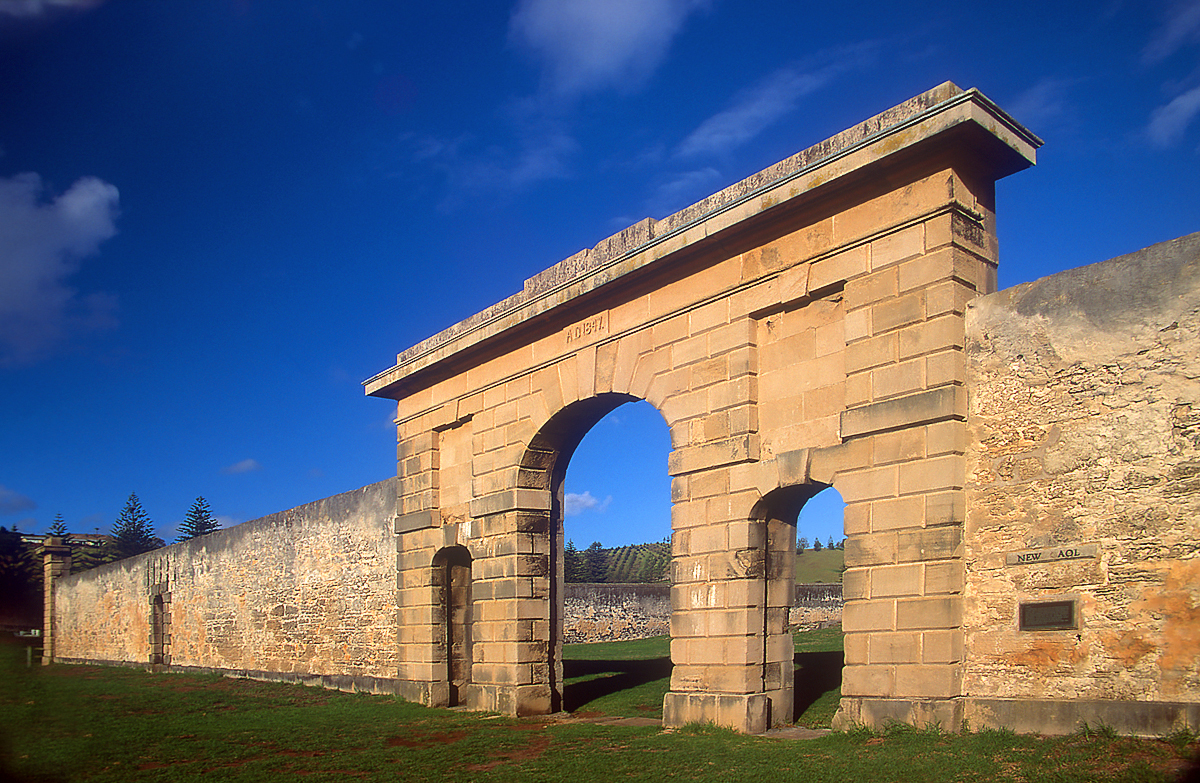
Einfriedungsmauer mit Eingangstoren

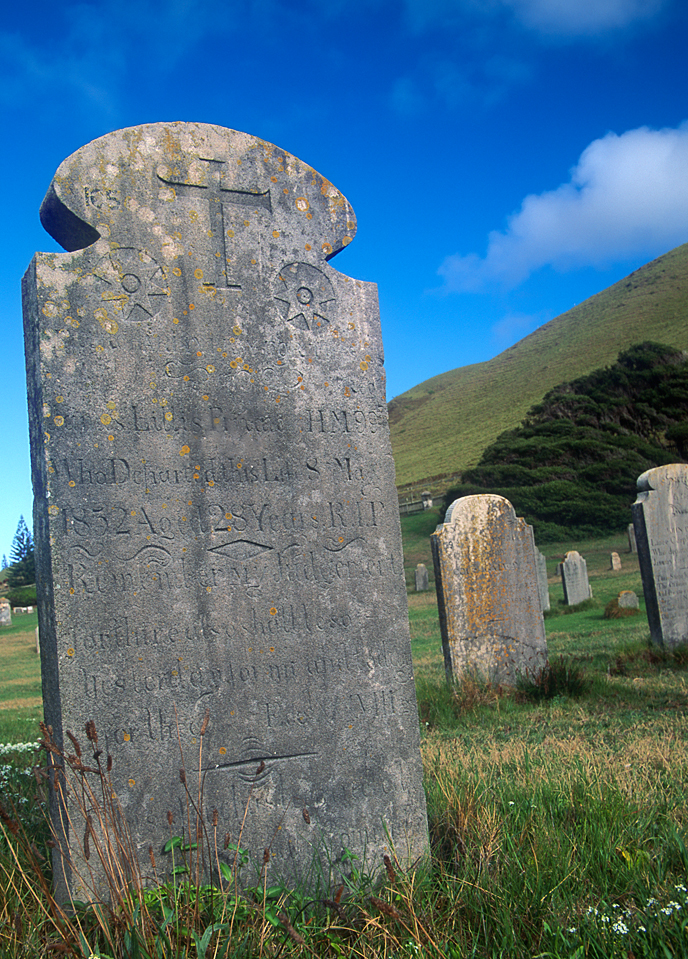
Grabstein eines Sträflings

Die Norfolkinsel wurde am 2. März 1788 von einer Gruppe von 15 Gefangenen, vier militärischen und vier zivilen Begleitpersonen unter der Führung des britischen Leutnants Philip Gidley King besiedelt. In der Folge kamen in kurzer Zeit Hunderte weitere Sträflinge auf die Insel, was zu Platzmangel und Hungersnot führte. Die Kommandanten reagierten mit drakonischen Strafen auf jede Form von Sträflingwiderstand. Täglich wurden Diebstähle verübt, deren Täter nur selten ausfindig gemacht werden konnten, und nur strenge Bestrafung und überraschende Durchsuchungen der Hütten schreckten etwas ab. Die Arbeitsmoral der Sträflinge war schlecht, weil nicht genügend Aufsichtspersonal für die Sträflinge vorhanden war.
Zunächst kamen Sträflinge auf die Insel, die sich in New South Wales gut geführt hatten; als jedoch die Holz- und Flachsverarbeitung auf der Insel zusammenbrach, wurde die Sträflingskolonie 1813 komplett aufgegeben und die Insel sich selbst überlassen. 12 Jahre später wurde die Norfolkinsel zum Gefängnis für Schwerstkriminelle, die unter extremsten Bedingungen arbeiten mussten. Die Todesrate war dementsprechend hoch.
Bekannt wurde diese Siedlung als hell in paradise (Deutsch: Hölle im Paradies), was dazu beitrug, die Debatte über die Behandlung der Sträflinge voranzutreiben. Als die Berichte über die dortigen Verhältnisse an die Öffentlichkeit in England drangen und die freie Bevölkerung der Norfolkinsel protestierte, wurde die Strafanstalt im Mai 1855 geschlossen.
1856 begann die Besiedelung der Insel durch Insulaner aus Pitcairn, deren Nachkommen heute die Hälfte der Inselbevölkerung stellen.

### Bauwerke
Das Gelände der KAVHA wird von der offiziellen Inselverwaltung verwaltet. Obwohl Gebäude durch natürliche Zerstörung verloren gingen, sind die wichtigsten Gebäude seit den 1970er Jahren instand gesetzt und restauriert worden. Die ersten baulichen Sicherungen der Außenmauern begannen 1962.
Auf dem Gelände der KAVHA befinden sich:
- Die New Military Barracks sind ein seltenes und gut erhaltenes Beispiel militärischer Kasernen für Soldaten und Offiziere, ein Militärkrankenhaus und Munitionsmagazin aus der Frühzeit Australiens. Der Gebäudekomplex, in dem knapp 170 Soldaten untergebracht waren, wurde 1837 fertiggestellt. Heute ist dort die Inselverwaltung untergebracht.

- Die Old Military Barracks wurden von 1829 bis 1834 errichtet und bildeten die zentral gelegenen Kasernen mit Quartieren für Soldaten und Offiziere, in denen sich ein Militärkrankenhaus, eine Küche und Waschräume befanden. Die Gebäude sind von einer hohen Mauer umgeben. In dem Gebäudekomplex wurde die erste Kirche der Methodisten eingebaut; spätere Nutzungen erfolgten zu Ausbildungs- und zu repräsentativen Zwecken. Die Gebäude wurden auch von der Burns Philp Company genutzt und dienten später als Depot. Heute ist es das Abgeordnetenhaus der Norfolk Island Legislative Assembly.

- Das Government House wurde 1828 erbaut, in das das bereits vorhandene Bauwerk des 1804 errichteten Government House integriert wurde. Es war das dritte Gebäude der Insel und ist eines der ältesten Regierungsgebäude Australiens. Aufgegeben wurde der Bau im Jahr 1855 und 1862 wieder in Betrieb genommen. Heute beherbergt er eine Schule und ist die Residenz der Inselverwaltung.

- Die elf Offiziersquartiere in der Quality Row wurden zwischen 1832 und 1847 als Residenzen für militärische, administrative und zivile Führungskräfte separat von den Sträflingsgebäuden errichtet. Einige dieser Gebäude sind nur noch als Ruinen erhalten. Das Haus Nr. 10 wurde einschließlich der Innenräume und Ausstattung entsprechend der Zeit der 1840er Jahre rekonstruiert und dient heute als Museum.[4]

- Der Commissariat Store konnte 1835 fertiggestellt werden und ist eines der besterhaltenen Beispiele der Georgianischen Architektur. Das Gebäude enthielt Verkaufsräume für Waren und alkoholische Getränke, Essensraum, Büros und weitere Geschäftsräume. 1874 wurde im Erdgeschoss eine Kirche eingebaut, wobei man die Decke zwischen Erdgeschoss und 1. Stock entfernt hat, um einen höheren Raum zu schaffen.[5]

- Auf dem historischen Friedhof des Geländes gibt es zahlreiche historische Grabsteine, die seit 1825 aufgestellt wurden und Beispiele der Schicksale der Sträflinge, ihrer Lebensumstände, Revolten und Tode wiedergeben.[6]

## Heutige Nutzung
Heute wird das Gelände der KAVHA von den Einwohnern der Insel und von Besuchern aufgesucht und genutzt. Die restaurierten Gebäude finden für museale, administrative und verwaltungsmäßige, aber auch zu kirchlichen, sportlichen und kulturellen Zwecken Verwendung.
Das Gelände dient als Sport- und Picknickgelände, Golfkurs und Friedhof. Von großer Bedeutung ist der Kingston Pier, dessen Bau 1839 begann und 1847 fertiggestellt wurde, der bis heute benutzt wird, um Waren von in der Bucht ankernden Schiffen mit Hilfe von kleinen Booten und Leichtern anzulanden. Die Emily Bay und die Slaughter Bay werden zum Schwimmen, Schnorcheln, Tauchen, Windsurfen und Sportfischen genutzt.